# Wessex Trains
Wessex Trains est une entreprise ferroviaire britannique, dont les trains desservaient le Sud-Ouest de l'Angleterre, et plus particulièrement la région délimitée par Penzance, Cardiff, Gloucester, Worcester et Brighton. En outre elle assure la gestion de 125 gares de voyageurs.

## Histoire
Wessex Trains est créée le 14 octobre 2001 à la suite de la division de l'ancienne concession ferroviaire Wales and West, détenue par le groupe National Express, en deux parties exploitées séparément, Wessex Trains et Wales and Borders - qui desservent le pays de Galles et le centre de l'Angleterre.
Wales and Borders est reprise en 2003 par le groupe Arriva.
À l'origine, Wessex devait reprendre les services diesel de South West Trains. Sur certaines cartes ferroviaires, la ligne West of England Main Line était considérée comme transférée. Toutefois, un revirement politique du gouvernement conduisit à la fusion des concessions Wessex et First Great Western dans une nouvelle concession dénommée Greater Western. Cela aurait groupé tous les services au sud-ouest de Londres dans les mains d'un unique exploitant. Ce qui explique que le transfert n'eut jamais lieu.
Wessex Trains est fusionnée le 1er avril 2006 avec First Great Western et Valley Lines au sein d'une nouvelle concession, exploitée par le groupe First, sous le nom de Greater Western.

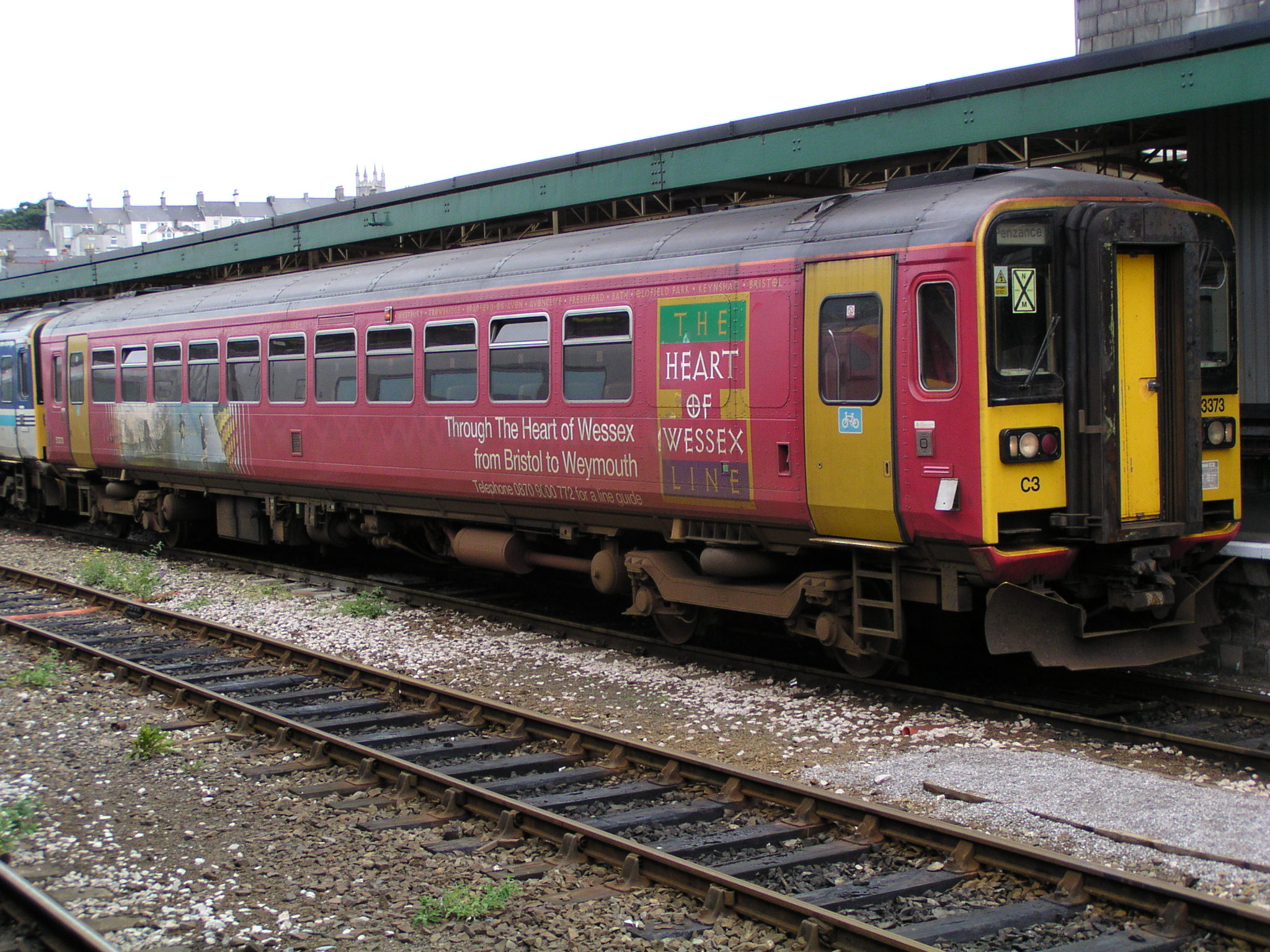
Rame Wessex Classe 153

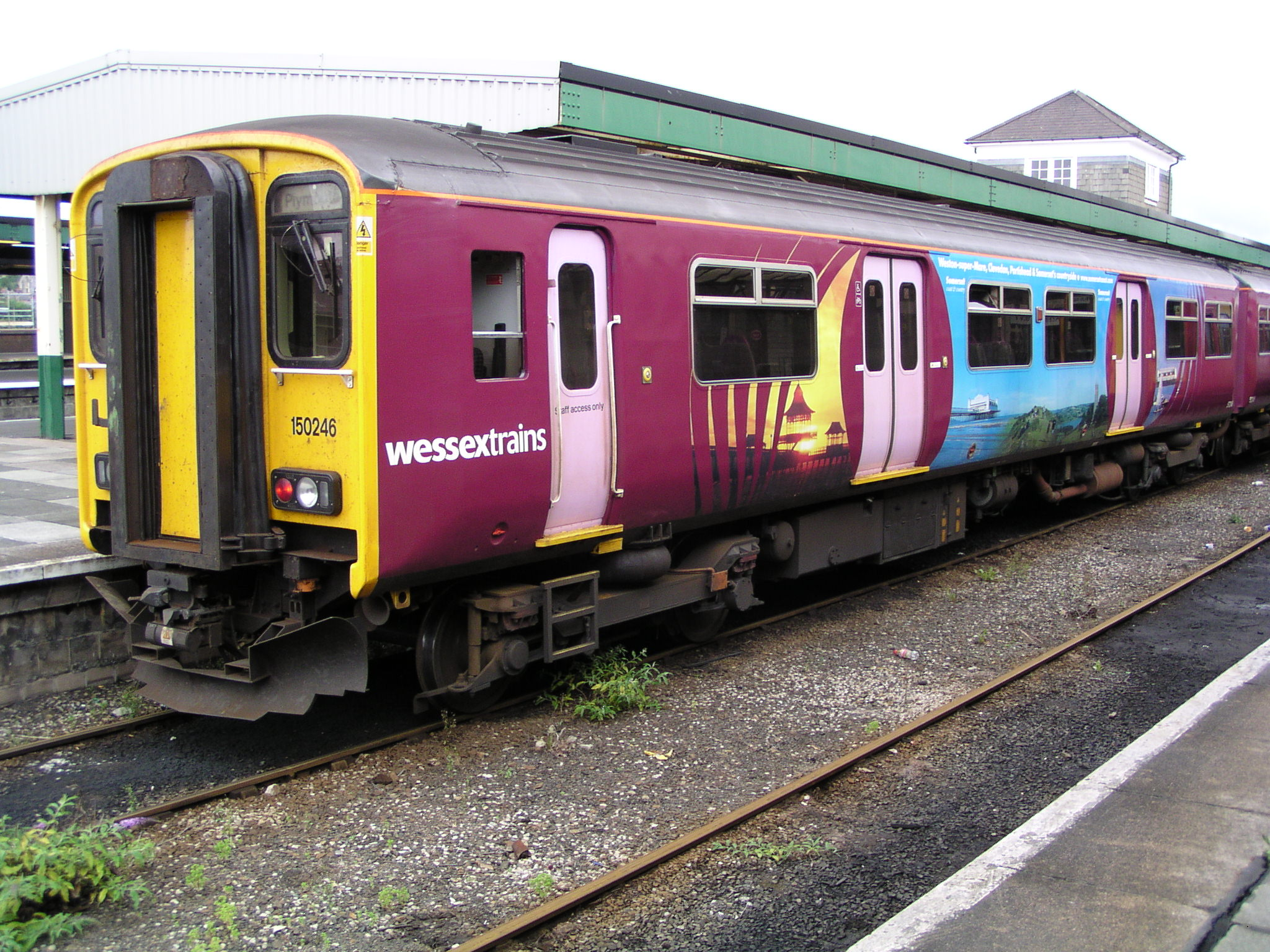
Rame A Classe 150 dans une livrée publicitaire West Country

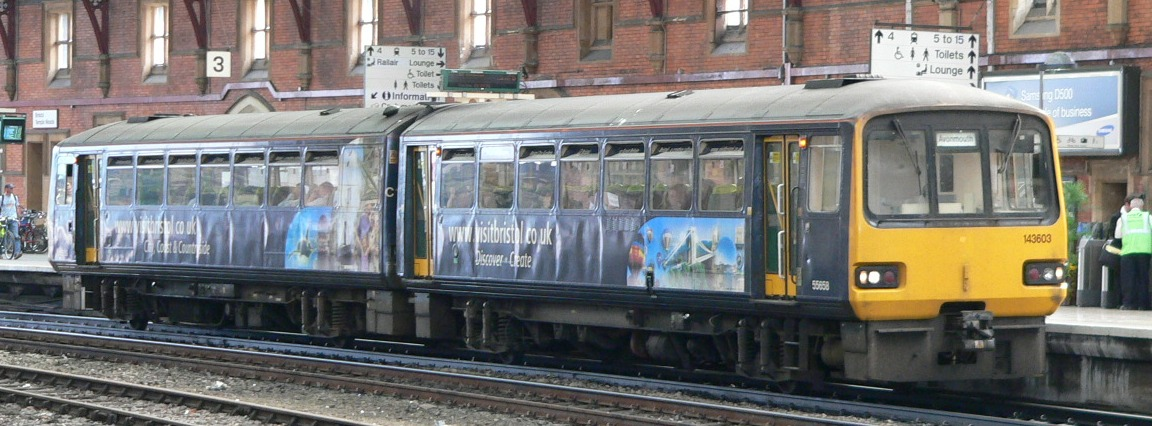
Rame Classe 143 dans une livrée publicitaire vinyle de la ville de Bristol

## Lignes
Wessex Trains dessert la plupart des lignes locales du Sud-Ouest de l'Angleterre.
Toutefois les trains de grandes lignes lui échappent :
- de Londres (gare de Paddington) à Penzance via Bristol, Exeter et Plymouth, ils sont exploités par First Great Western,
- de Birmingham à Penzance par Virgin Trains,
- et de Londres (Gare de Waterloo) à Paignton via Exeter et de  Londres à Weymouth via Southampton et Bournemouth, par South West Trains

Wessex Trains exploite des lignes nord-sud de Cardiff et Gloucester au nord et Weymouth et Brighton au sud vers Bristol et Bath. Cette entreprise exploite également des lignes locales dans le Devon et Cornwall, notamment les lignes de vacances de Newquay, Exmouth et St Ives.
Fin 2004, la zone exploitée par Wessex Train s'est élargie, certains trains continuant au-delà de Worcester vers Great Malvern.

## Matériel roulant
Le parc de matériel de Wessex Train est entièrement constitué de rames diesel employées pour les services voyageurs quotidiens. Dans le passé, l'entreprise a loué des locomotives diesel Classe 31 et des voitures Mark 2 pour effectuer des services à longue distance. L'utilisation régulière de rames remorquées a pris fin le 4 décembre 2004. Toutefois, ces trains remorqués sont encore employés occasionnellement pour certains événements et le seront probablement pour les services Bristol-Weymouth des samedis d'été.
Le matériel se répartit dans les catégories suivantes :
- Classe 143 - circule sur les lignes de banlieue autour de Bristol et d'Avon - modernisé en  2000
- Classe 150 - circule sur la plupart des lignes - modernisé en 2002-2003
- Classe 153 - circule sur les lignes peu fréquentées  et pour les services supplémentaires
- Classe 158 - circule sur les services à longue distance de la Wessex Main Line

Certaines rames de la Classe 158 ont été converties en rames à trois caisses. À la différence des rames Classe 158 construites d'origine en trois caisses et des rames Classe 159, la voiture centrale est motrice avec la cabine de conduite mise hors service et un module d'adaptation pour connecter les passerelles.
En général, les services exploités à l'aide de rame Classe 158 sont désignés par la marque Alphaline